# Hoàng Anh Tuấn (đạo diễn)
Hoàng Anh Tuấn (7 tháng 5 năm 1932 – 1 tháng 9 năm 2006) là một nhà đạo diễn, nhà văn người Việt.

## Tiểu sử
Hoàng Anh Tuấn sinh ra tại Hà Nội. Năm 17 tuổi ông du học sang Pháp đến năm 1958 thì về lại Việt Nam sau khi tốt nghiệp trường điện ảnh IDHEC (viết tắt tiếng Pháp: L'Institut des hautes études cinématographiques) ở Paris. Ông là một trong số ít các đạo diễn của được đào tạo bài bản trong giai đoạn này.
Ông đóng góp nhiều bài vở cho các báo chí ở Sài Gòn. Năm 1965 ông được bổ nhiệm làm Quản đốc Đài Phát thanh Đà Lạt. Tên tuổi của ông gắn liền với ngành điện ảnh trong vai trò đạo diễn. Bốn cuốn phim có sự đóng góp của ông là:
1. Hai chuyến xe hoa (1961)[6] dựa trên tiểu thuyết Hai chuyến xe hoa của Nguyễn Bính Thinh và tuồng cải lương của Thái Thụy Phong; hai diễn viên chính trong phim là Thanh Nga và Thành Được.[7]
2. Ngàn năm mây bay (1963), dựa theo tiểu thuyết của Văn Quang, hãng Thái Lai sản xuất với các diễn viên Lê Quỳnh, Bích Sơn, Bích Thủy, Phạm Huấn
3. Nước mắt đêm xuân với các diễn viên Mai Trường, Nguyễn Long, Lệ Quyên và Khánh Ly
4. Xa lộ không đèn (1972) với các diễn viên Thanh Nga, Hoài Trung, Trang Thanh Lan, Năm Châu

Sau năm 1975 ông bị bắt đi cải tạo đến năm 1979 thì được phép xuất cảnh sang Pháp. Năm 1981 ông sang định cư ở Hoa Kỳ rồi mất ở San Jose, California.

## Tác phẩm
- Ly nước lọc - kịch nói
- Hà Nội 48 - kịch nói
- Về Provins - tập thơ
- Yêu em, Hà Nội - tập thơ
- "Mưa Sài Gòn, mưa Hà Nội" - nhạc soạn cùng với Phạm Đình Chương
- Mưa lạnh hoàng hôn - nhạc, đồng sáng tác với Tuấn Khanh, Đức Hưng, Mai Trường, Thương Hoài Nguyên và Nguyễn Long

## Gia đình
Trong thời gian Hoàng Anh Tuấn du học tại Pháp, ông đã kết hôn với bà Ngô Thị Liên và có 6 người con: Hoàng Hôn Thắm, Hoàng Ánh Thép, Hoàng Thu Thuyền, Hoàng Hương Thao, Hoàng Mạc Tiên, và Hoàng Thái Trang. Con gái út Hoàng Thái Trang kết hôn với Trần Văn Học, con trai của cố thi sĩ Nguyên Sa. Về sau ông chung sống với bà Khương Thị Phương Trâm.